# Karaops dawara
Karaops dawara là một loài nhện trong họ Selenopidae. Loài này phân bố ở Úc.
Loài này thuộc chi Karaops. Karaops dawara được Sarah C. Crews & Harvey miêu tả năm 2011.